# 静岡理工科大学
静岡理工科大学（しずおかりこうかだいがく）は、静岡県に本部を置く日本の私立大学。1940年創立、1991年大学設置。大学の略称は公式にはSIST、静理工大、理工科大。

## 建学の精神と基本理念
豊かな人間性を基に、「やらまいか精神と創造性」で
地域社会に貢献する技術者を育成する
（注）「やらまいか」とは遠州地域の方言で「一緒にやってみよう」という意味で、進取の気性に富み、チャレンジ精神が旺盛な遠州人の気質を表現している言葉です。

## 教育方針
研究は、人を育てる
研究は人を育てる。それが静岡理工科大学の教育方針です。あまたの失敗とさらなる挑戦をしなければ真実にはたどり着けません。そこには忍耐力はもちろん、正解へと近づくための論理的な思考も必要。その繰り返しが課題解決力を養うのです。また、研究を通して地域とのつながりを設け、学生がそこに積極的に参加。そこでコミュニケーション力や、積極性、リーダーシップまでも伸ばしていく。加えて、企業とコラボレーションしながらの研究では「現在、未来で必要とされているイノベーションを生みだす場」を経験。静岡理工科大学の「教育」は単なる知識の詰め込みではありません。「専門力」はもちろんのこと人としての力、すなわち社会に出てから必要となる根本的な「人間力」を培うことこそが教育の本質です。
「研究」とはその「教育」のための手法、プロセスの一つであると本学は考えています。

## 沿革

### 年表
- 1940年 静岡県自動車学校開設。
- 1962年 法人名を学校法人静岡県自動車学園に改称。
- 1990年 法人名を学校法人静岡理工科大学に改称。
- 1991年 静岡理工科大学開学（理工学部：機械工学科、電子工学科、知能情報学科、物質科学科）。
- 1996年 大学院修士課程開設（理工学研究科：システム工学専攻，材料科学専攻）。
- 1999年 知能情報学科を改組し、情報システム学科を開設。
- 2003年 電子工学科を電気電子情報工学科に名称変更。
- 2004年 物質科学科を物質生命科学科に名称変更。
- 2008年
  - 総合情報学部（コンピュータシステム学科，人間情報デザイン学科）を設置。
  - 電気電子情報工学科を電気電子工学科に名称変更。
- 2013年 静岡航空資料館を設立[2]。
- 2017年
  - 理工学部に建築学科を設置。
  - 総合情報学部を情報学部に名称変更。
  - 人間情報デザイン学科を情報デザイン学科に名称変更。
- 2022年4月 理工学部に土木工学科を開設予定[3]

## 学部・大学院

### 「理学」と「工学」の融合
静岡県の私立理工系総合大学として唯一建築学科を有した、2学部6学科の学科で構成される。それぞれが有機的に結びつき、シナジー効果を発揮する。さらなる学びのニーズには大学院への進学の道も用意されている。
自然界の様々な現象に関する謎を解き明かし、根本的な原理や法則などを探求していく「理学」。
その「理学」の知識を応用し、ものづくりや技術開発をおこなっていく「工学」。
日々進化する科学技術の世界をリードし、活躍するためには、この2つの学問を学び、最先端の知識や高度な技術を習得することが、社会に大きく貢献できる人材と言えるでしょう。

### 理工学部
機械工学科
ロボット、自動車、航空機、生産などの工学分野を追求。
機械工学基礎の四力学（材料、流体、熱、機械）や加工・材料について理解し、設計・解析・製作・評価の実践的プロセスを身につけます。
そして、自律的に知識・技術を学ぶ向上心をもった技術者を育成します。
電気電子工学科
ロボットや携帯端末、電気自動車などに欠かせない制御する技術。電気を安全確実に創り出し運ぶ技術。
IoTシステムに必要なハード・ソフト両面の技術。太陽電池や光応用の技術。
これらの修得した知識・技術を地域・社会の発展に活かせる人材を育成します。
物質生命科学科
理学分野の学科。
高校で学ぶ、物理、化学、生物などを基礎に生命科学、食品科学、材料科学、環境科学、エネルギー科学など、専門的な知識と技術を実践的に修得。
科学・技術と自然・環境の調和を理解し、環境・生活・生命・安全に関連する問題解決に貢献できる人材を育成します。
建築学科
「建築学」の基本である計画・意匠、環境・設備、構造、材料・施工の各分野と関連した幅広い領域とのつながりをバランスよく学び、専門的な知識・技術へと発展させます。
そして、静岡県を教材に建築・都市・地域のスケールを横断した思考力と課題解決力を備えた技術者を育成します。
土木工学科
「土木工学」の基本である「水工学」、「地盤工学」、「建設材料工学」、「構造工学」、「環境・計画学」の各分野と関連した幅広い領域との繋がりをバランスよく学び、専門的な知識・技術へと発展させます。
そして、静岡県のリアルな防災・減災対策を題材として課題に取り組むことで、視野を広げ能動的な行動力を育てていきます。

### 情報学部
コンピュータシステム学科
情報数理やコンピュータの専門技術を身につけ、AI、ビッグデータ解析、 ネットワーク、セキュリティ、組込みソフトウェアなどITがもたらす、これからの社会を支える新たな技術の探求に取り組んでいきます。
情報デザイン学科
情報科学と情報コミュニケーション技術(ICT)の基本を理解し、コンピュータと人間・社会の関係について深い知識を修得。そして、ICTの応用を論理的思考で適切に判断する力、多様な情報を 収集・分析・加工・表現・伝達する力を培い、自らの考えを的確に示すことができる人材を育成します。

### 大学院
システム工学専攻
機械工学的分野、電気電子工学的分野、建築学分野、情報学分野の基礎 に対する理解とシステム思考を含む実践力の向上に重点を置くとともに、広が りを持った専門性( 総合力 )を修得し、論理的・主体的に行動できる実践的な技術者を養成します。
材料科学専攻
環境新素材分野とバイオ食品化学分野の基礎に対する理解と実践力の向上 に重点を置き、材料科学の基礎から応用に至る総合的な理解を持ち、論理的・ 主体的に行動できる実践的な科学者・技術者を養成します。

## 象徴
- 大学歌は寺田美穂子作詞、小林亜星作曲の『未来へSIST』。応援歌は伊藤アキラ作詞、佐藤健作曲の『SISTの旗』である。
- シンボルマークは、大学名の頭文字である「S」をモチーフにし、図案化したもの。

## 教育および研究

### 学部
- 理工学部
  - 機械工学科
    - ロボット・ヴィークル工学コース
    - 航空工学コース
    - 総合機械工学コース

  - 電気電子工学科
    - 電気工学スコース
    - 電子工学コース

  - 物質生命科学科
    - バイオ食品化学コース
    - 環境新素材コース

  - 建築学科
- 情報学部
  - コンピュータシステム学科
  - 情報デザイン学科

### 大学院
- 理工学研究科（修士課程）
  - システム工学専攻
  - 材料科学専攻

### 附属機関
- 総合技術研究所
- 附属図書館
- 先端機器分析センター
- やらまいか[4]創造工学センター
- 工作センター
- 情報センター
- 教育開発センター
- すずよクリエイティブハウス（創作ショップ）
- 夢創造ハウス
- エンジン実験棟

## 交流

### 地方自治体との協定

#### 国内
- 袋井市との包括連携協定（2013年締結）
- 静岡県との研究分野での連携協定（2013年締結）
- 静岡市との連携強化に関する協定（2014年締結）
- 浜松市との産学官連携に関する協定（2014年締結）
- 藤枝市との包括連携協定（2020年締結）[5]

#### 海外
- 教育交流に関する協定（2007年締結）
  - 中華人民共和国浙江省（浙江省教育国際交流協会）

### 他大学との協定

#### 国内
- 大学ネットワーク静岡
- 東海地区大学図書館協議会（図書館相互利用）

#### 海外
- 大邱大学校
  - 交換留学に関する協定（2002年締結）
- 浙江工商大学
  - 交換留学に関する協定（2006年締結）
  - 教育・学術交流に関する協定（2007年締結）
- 浙江理工大学
  - 友好交流協定（2008年締結）
- 浙江科技学院
  - 友好交流協定（2008年締結）
  - 学生派遣に関する協定（2013年締結）
- 南台科技大学
  - 学生・学術交流に関する協定（2013年締結）
- 国立高雄応用科技大学
  - 交換留学に関する協定（2013年締結）
- 洛陽理工学院
  - 学術交流に関する協定（2014年締結）

### 高等学校との協定
- 静岡県立掛川工業高等学校
  - 高等学校大学連携事業調印（2001年締結）

## グループ校
- 静岡北中学校・高等学校
- 星陵中学校・高等学校
- 静岡産業技術専門学校
- 沼津情報・ビジネス専門学校
- 浜松未来総合専門学校
- 静岡デザイン専門学校
- 静岡インターナショナル・エア・リゾート専門学校
- 浜松日本語学院
- 沼津日本語学院

## 課外活動
- 野球部は東海地区大学野球連盟の静岡大学リーグ（静岡学生野球連盟）に所属している。優勝は未だなく2004年から2011年春季にかけて172連敗を喫した。[6]。

## 所在地
- 豊沢キャンパス（静岡県袋井市豊沢2200-2）
- 藤枝イノベーション・コモンズ（藤枝駅前のサテライト拠点）[7]

## 交通アクセス
JR東海道線（愛野駅南口）
- 大学専用スクールバス　６分
- タクシー　約10分（料金1,200円くらい）
- 徒歩　約30分

JR東海道新幹線、東海道線（掛川駅）
- タクシー　約20分

東名高速道路掛川インターより約20分
東名高速道路袋井インターより約30分

## 公式サイト
- 静岡理工科大学